# Briosne-lès-Sables
Briosne-lès-Sables település Franciaországban, Sarthe megyében. Lakosainak száma 537 fő (2022. január 1.). Briosne-lès-Sables Jauzé, Terrehault, Torcé-en-Vallée, Beaufay, Bonnétable, Courcemont és Saint-Aignan községekkel határos.

## Népesség
A település népességének változása:
| Lakosok száma | 549  | 570  | 559  | 542  | 528  | 527  | 523  | 515  | 537  |
|               | 2013 | 2015 | 2016 | 2017 | 2018 | 2019 | 2020 | 2021 | 2022 |